# Unabhängige Bürgerinitiative Rettet Österreich
Die Unabhängige Bürgerinitiative Rettet Österreich (RETTÖ) war eine österreichische Partei, die erstmals bei der Nationalratswahl 2008 österreichweit kandidierte. Sie erreichte einen Stimmenanteil von 0,73 % und kandidierte bei der nächsten Nationalratswahl 2013 nicht mehr. Die Partei wurde im Frühjahr 2008 von Karl Walter Nowak gegründet und basierte auf dem Verein Unabhängige Bürgerinitiative „Rettet Österreich“ – Gesellschaft zur Förderung von Ökologie, Demokratie, Freiheit und Frieden.

## Programm
Die Liste „Rettet Österreich“ nannte als zentrale Themen ihrer Partei die Abhaltung einer Volksabstimmung zum EU-Reformvertrag von Lissabon, ein weiterhin bestehendes Gentechnik-Verbot und die Beibehaltung der Neutralität. Außerdem trat sie für mehr direkte Demokratie ein.
Die RETTÖ forderte im Zuge der Beibehaltung der Neutralität den Abzug der österreichischen Truppen, die im Rahmen der Militärmission EUFOR Tchad/RCA der Europäischen Union im Tschad stationiert waren. Sie führte diesen Einsatz auf die Absicht zurück, die EU wolle die Kontrolle über die Erdölvorkommen im Tschad erringen. Deshalb wurde auch der Ausbau der Energieselbstversorgung Österreichs nach dem Vorbild Schwedens gefordert.
Die Abhaltung einer Volksabstimmung zum EU-Reformvertrag von Lissabon begründete die RETTÖ damit, dass der neue Vertrag die österreichische Neutralität auflöse und die Neutralität nur mit einer Volksabstimmung auflösbar wäre. Dem widersprachen jedoch einige Parlamentsparteien, da Österreich in allen Beistandspflichten die Souveränität behalte und somit selbst über die Art der Hilfe entscheiden könne.
Das bisher bestehende Anbauverbot von gentechnisch veränderten Pflanzen in Österreich sei laut RETTÖ durch die Annahme des EU-Reformvertrags nicht mehr aufrechtzuerhalten.
Eine Zusammenarbeit mit den anderen Parteien lehnte die Partei ab.

## Personen
Der Unternehmensberater und frühere Olympiateilnehmer im Rudern Wilfried Auerbach wurde bei der Nationalratswahl 2008 als Listenerster geführt.
Unterstützt wurde die Partei von mehreren Universitätsprofessoren wie zum Beispiel Hermann Knoflacher und vom ehemaligen parteilosen Justizminister Hans Klecatsky.

## Unterstützung durch die Kronen Zeitung
Die Kronen Zeitung, die schon vor dem Wahlkampf eine Kampagne gegen die EU im Allgemeinen und den Vertrag von Lissabon im Besonderen betrieb, unterstützte die Partei bei der Sammlung der für den Wahlantritt nötigen Unterstützungserklärung. Auch die allgemeine Berichterstattung der Kronen Zeitung wurde in den übrigen Medien durchwegs als Unterstützung für die Partei bezeichnet.